# Dinu Cristea
Dinu Cristea (ur. 10 sierpnia 1911 w Vasilați, zm. w 1991) – rumuński lekkoatleta, długodystansowiec. Reprezentant kraju podczas igrzysk olimpijskich w Helsinkach (1952) zajął 31. miejsce w maratonie z wynikiem 2:39:42,2. Rekord życiowy w maratonie 2:35:08 osiągnął w 1954. Zajął 10. miejsce w tej konkurencji na mistrzostwach Europy w 1954 w Bernie.
Wielokrotny rekordzista kraju na różnych dystansach, w tym: 4 rekordy w biegu na 5000 metrów (do 15:10,8 w 1949), 8 rekordów na 10 000 metrów (do 31:17,8 w 1951) oraz dwa rekordy w biegu maratońskim (do 2:35:07,4 w 1954).